# Жан Маре
Жан-Алфрѐд-Вилѐн Марѐ (на френски: Jean Alfred Villain-Marais) е френски актьор, писател, скулптор, художник, каскадьор, протеже и дългогодишен участник във филмите на френския сценарист и режисьор Жан Кокто. Той е един от най-известните актьори във френското кино от 40-те и 50-те години на XX век. Снима се в над 70 филма. 

## Биография
Като дете мечтае да стане актьор, но на два пъти му е отказван прием в драматични училища. По време на Втората световна война работи в киното и на сцената. След като съюзниците си връщат Париж през август 1944 г., Маре се присъединява към Втора френска бронирана дивизия като шофьор на камион и превозва гориво и муниции до фронта.
От 1942 до 1944 г. е женен за актрисата Мила Парели.
Най-известни са ролите му в Красавицата и звярът (1946) и Орфей (1949), и двата режисирани от Жан Кокто. Маре играе едноименния герой във филма „Фантомас“ (1964) и всичките му продължения.
Маре е бисексуален. Негов спътник в живота е поетът и режисьор Жан Кокто, с когото са заедно над 25 години, чак до смъртта на Кокто в края на 1963 г. Маре оставя на гроба му посланието „Аз не плача, Жан... Ще заспя. Заспивам, гледайки те, и ще умра, защото оттук нататък само мога да се преструвам на жив.“
През 1963 г. Маре осиновява син на име Серж Айал (род. 1942 г., самоубил се през 2012 г.), чиято майка е негова приятелка.
Жан Маре умира на 84 години от сърдечно-съдови заболявания на 8 ноември 1998 г.

## Избрана филмография
| година  | филм                        | оригинално заглавие           | роля                                                            | режисьор         |
| ------- | --------------------------- | ----------------------------- | --------------------------------------------------------------- | ---------------- |
| 1937    | Пламенни нощи               | Nuits de feu                  |                                                                 | Марсел Л'Ербие   |
| 1941    | Павилионът гори             | Le pavillon brûle             | Даниел                                                          | Жак де Баронсели |
| 1943    | Вечното завръщане           | L'Eternel retour              | Патрис                                                          | Жан Деланоа      |
| 1945    | Кармен                      | Carmen                        | Дон Хосе                                                        | Кристиан-Жак     |
| 1946    | Красавицата и звярът        | La Belle et la Bête           | Авенан, Чудовище, Принц                                         | Жан Кокто        |
| 1947    | Руи Блаз                    | Ruy Blas                      | Руи Блаз и дон Сезар де Базан                                   | Пиер Бийон       |
| 1947    | Двуглавият орел             | L’Aigle à deux têtes          | Станислас                                                       | Жан Кокто        |
| 1948    | Тайната на Майерлинг        | Le Secret de Mayerling        | Кронпринц Рудолф                                                | Жан Деланоа      |
| 1948    | Бурята вътре                |                               |                                                                 |                  |
| 1949    | Орфей                       | Orphée                        | Орфей                                                           | Жан Кокто        |
| 1955    | Граф Монте Кристо           | Le comte de Monte Cristo      | Едмон Дантес                                                    | Робер Верне      |
| 1956    | Чудото на вълците           |                               |                                                                 |                  |
| 1956    | Елена и мъжете              | Elena et les hommes           | Генерал Франсоа Ролан                                           | Жан Реноар       |
| 1957    | Бели нощи                   | Le Notti Bianche              | Тенант                                                          | Лукино Висконти  |
| 1959    | Гърбушкото                  | Le bossu                      | Анри Дьо Лагардер                                               | Андре Юнебел     |
| 1960    | Завещанието на Орфей        | Le Testament d'Orphée         | Едип                                                            | Жан Кокто        |
| 1960    | Клевската принцеса          | La Princesse de Clèves        | Принц Клевски                                                   | Жан Деланоа      |
| 1960    | Капитан Фракас              | Le Capitaine Fracasse         | Барон де Сигоняк                                                | Пиер Гаспар-Юи   |
| 1962    | Парижките потайности        | Les Mystères de Paris         | Маркиз Родолф де Самбрей                                        | Андре Юнебел     |
| 1962    | Желязната маска             | Le Masque de fer              | Шарл д'Артанян                                                  | Анри Декуен      |
| 1964    | Фантомас                    | Fantômas                      | Фантомас, журналиста Фандор, лорд Шелтън                        | Андре Юнебел     |
| 1965    | Фантомас се развихря        | Fantômas se déchaîne          | Фантомас, журналиста Фандор, професор Лефевр, маркиз де Растели | Андре Юнебел     |
| 1967    | Фантомас срещу Скотланд Ярд | Fantômas contre Scotland Yard | Фантомас, журналиста Фандор, Уолтър Браун, главар на банда      | Андре Юнебел     |
| 1973/74 | Жозеф Балзамо               | Joseph Balsamo                | Жозеф Балзамо                                                   | Андре Юнебел     |
| 1980    | Ужасните родители           | Les Parents terribles         | Жоржес                                                          | Ив-Андре Юбер    |
| 1995    | Клетниците                  | Les Misérables                | Отец Мириел                                                     | Клод Лелу        |